# Лианкур, Шарль дю Плесси
Шарль дю Плесси (фр. Charles du Plessis; ум. 20 октября 1620), сеньор де Лианкур — французский придворный и государственный деятель.

## Биография
Сын Гийома дю Плесси, сеньора де Лианкур, и Франсуазы де Терне.
Граф де Бомон-сюр-Уаз, маркиз де Гёршвиль (по праву жены), барон де Монлуэ и де Галлардон. Член Государственного и Тайного советов, капитан ордонансовой роты из пятидесяти тяжеловооруженных всадников, первый конюший малой конюшни короля.
Остался со своими братьями и сестрами под опекой матери, согласно акту от 13 июля 1551. После ее смерти получил от короля 30 000 ливров.
31 декабря 1583 был пожалован в рыцари орденов короля (к тому времени уже имел орден Святого Михаила).
5 декабря 1586 принес оммаж за свои земли Генриху Наваррскому, как герцогу Вандомскому.
В октябре 1604 Генрих IV назначил его губернатором Меца и Мессенской области, после отставки сьёра де Соболя, а в 1607 году поменял эту должность на губернаторство, превотство и виконтство Парижа и губернаторство в Иль-де-Франсе. Сеньор де Монтиньи, губернатор Парижа, согласился принять Мец, который король предлагал ему еще в 1604 году, и 11 мая Лианкур был назначен в Париж. Находясь в этой должности, получил в дар 12 000 ливров.
Купил у Юрбена де Лаваля, сеньора де Буа-Дофена, за 69 000 ливров сеньорию Фонтрай (6.08.1618) и принес за нее оммаж герцогу Майеннскому, сеньору де Ла-Ферте-Бернар (9.03.1619).
2 января 1620 назначен придворным королевы-матери.
Находился в передней части кареты в момент убийства Генриха IV. По этому делу показал, что утром 14 мая 1610 юный герцог Вандомский просил короля не покидать дворец, или взять хорошую охрану, из всех своих приближенных, ибо Ла-Бросс предсказал, что день этот для него фатален.
Лианкур добавил, что «Этот слух так распространился, что один из наших конюших, в то время, как я обедал, был таким простаком, что пришел меня известить, как предсказатель, что лошадь, которую этот великий принц любил больше всего и обычно седлал, была утром очень печальна, не пила и не ела».

## Семья
Жена (контракт 17.02.1594): Антуанетта де Понс (ум. 16.01.1632), дочь Антуана де Понса, графа де Маренн, и Мари де Моншеню, вдова Анри де Сийи, графа де Ларошгийона. Придворная дама Марии Медичи
Дети:
- Роже (1598—1.08.1674), герцог де Ларошгийон. Жена (контракт 14.02.1620): Анн де Шомберг (ок. 1600—14.02.1674), дочь Анри де Шомберга, графа де Нантёя, маршала Франции, и Франсуазы д'Эпине-Дюрталь, маркизы д'Эпине, графини Дюрталь
- Габриель (ок. 1596—1672), придворная дама Марии Медичи (1603, затем 1610—1612, на место Поликсены де Рони). Муж (19.03.1611): герцог Франсуа V де Ларошфуко (1588—1650)